# Мюррей, Гордон
И́эн Го́рдон Мю́ррей, или Ма́рри (англ. Ian Gordon Murray; род. 18 июня 1946, Дурбан, Южно-Африканский Союз), — британский инженер и дизайнер. Создатель болидов Формулы-1 и дорожного гиперкара McLaren F1, который являлся быстрейшим серийным автомобилем в мире на момент своего производства, и установил непобитый по состоянию на осень 2020 года рекорд скорости для серийных автомобилей с атмосферным двигателем.

## Биография
Родился и вырос в Дурбане, Южная Африка, в семье шотландских эмигрантов. В ЮАР же получил инженерное образование и ездил в гонках на болиде собственной конструкции. Его отец был мотогонщиком, а позже готовил гоночные автомобили. В 23 года он переехал в Англию, где стал техническим директором формульной команды Brabham. Ей он отдал 17 лет, заслужив вместе с коллективом два кубка конструкторов Ф1. Потом был аналогичный пост в McLaren и три подряд чемпионства. В 1990 году Гордон Мюррей покинул гонки, чтобы сосредоточиться на создании дорожного суперкара McLaren F1.
В 2007 году Мюррей ушёл из McLaren и основал собственное инженерное бюро Gordon Murray Design, которое выполняет дизайн и прототипирование для внешних заказчиков.